# トキンソウ

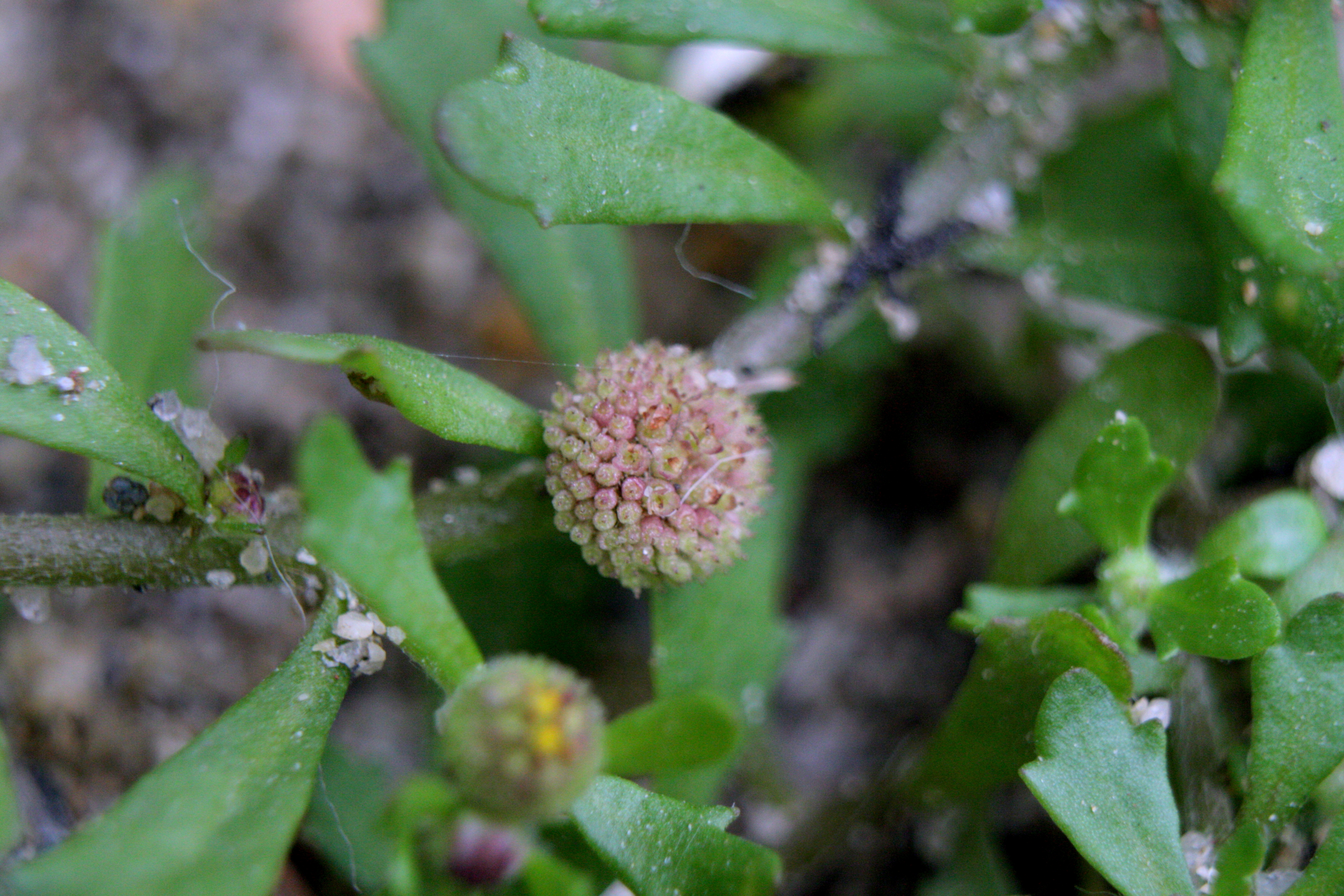
花

トキンソウ Centipeda minima (L.)は、キク科の草本。ごく小さく、普通は地表を這う。広く見かける雑草である。

## 特徴
小柄な一年生草本。茎は地表を這い、長さ5 - 20cm、所々から根を下ろす。葉は互生し、くさび形で長さ7 - 20mm。縁には粗い鋸歯がある。
花期は7 - 10月。頭花は径3 - 4mmで緑色。葉腋から出て、花柄は無いか、あっても1.5mmまで。総苞片は長楕円形で全て同じ長さ。頭花に舌状花はなく、筒状花も花冠はほとんど目立たず、緑の丸い塊としか見えない。
花床は半球形で、舌状花はなく、外側には複数列の筒状花の雌花、中央にはやはり筒状の両性花が配置する。両性花は雌花より数が少ないが、両方共に果実を形成する。両者共に花冠は筒状でごく小さいが、雌花のそれがより小さい。痩果は5稜があり、長さ1.3mmで冠毛はない。
和名は吐金草の意味で、頭花を指で押しつぶすと、中から黄色い痩果が吐き出されるように出てくることによる。牧野はタネヒリグサとの別名も取り上げている。他に別名としてハナヒリグサがあり、漢名は石胡菜である。

## 分布
日本全土にあり、国外では朝鮮、中国、シベリア東部、インド、マレーシア、オーストラリアに分布する。また北アメリカには帰化している。

## 生育環境
庭の隅や道ばた、畑、水田などに見られる。肥沃な土地では高さ20cmに達する例もある。

## 分類
トキンソウ属には世界に数種あるが、日本に産するのは本種だけである。なお帰化植物にはイガトキンソウ Soliva anthemifoliaなど類似の和名を持つものが幾つかあるが、別属である。

## 利害
ごく普通に見られる雑草ではあるが、あまりに小さく、邪魔になることは少ない。